# دة سور عليا
دة سور عليا (بالفارسية: ده سور علیا) هي قرية تقع في قسم برف انبار الريفي في إيران. يقدر عدد سكانها بـ 321 نسمة .